# 奥尔波纳
奥尔波纳（英語：Orbona）。古罗马职司幼童与孤儿保护的女性神祇之一。常作为幼童与孤儿的监护人和守护神的形象出现，具有人与神的复杂关系。曾广为时人所崇拜供奉，亦见于古罗马人之相关记述之中。